# Maskinöversättning
Maskinöversättning avser översättning av olika mänskliga språk med hjälp av en dator. Maskinöversättning har visat sig vara ett svårt problem att lösa. Maskinöversättning gränsar inom datavetenskapen till artificiell intelligens.
Översättningsverktyg (engelska: Computer Aided Translation, CAT) är programvara som är utvecklad för att underlätta för människor att översätta naturligt språk. De viktigaste typerna av översättningsverktyg är översättningsminnen och termhanteringsverktyg. Hybrid-maskinöversättning är en teknik som kombinerar "vanliga" översättningsverktyg och maskinöversättning.